# Veronica Guerin - Il prezzo del coraggio
Veronica Guerin - Il prezzo del coraggio (Veronica Guerin) è un film del 2003 diretto da Joel Schumacher.
Il film racconta la vera storia della giornalista irlandese Veronica Guerin.

## Trama
Veronica Guerin è una determinata giornalista del Sunday Independent, madre e moglie felice e sfegatata tifosa del Manchester United. Quando si rende conto di quanto il traffico di droga a Dublino sia diffuso decide di denunciare la cosa attraverso i suoi articoli, sbattendo in prima pagina i responsabili. La giornalista inizia ad intervistare i giovanissimi tossicodipendenti, e le sue indagini la portano ad addentrarsi sempre di più nel mondo della criminalità organizzata.
Questa situazione espone Veronica e la sua famiglia a minacce e rappresaglie, ma ciò nonostante la Guerin arriva sino al signore della droga irlandese John Gilligan, con cui ha un violentissimo confronto. Alla fine nel 1996 Veronica Guerin viene uccisa con sei colpi esplosi da un uomo su una motocicletta, mentre è ferma ad un semaforo. Tuttavia la sua morte non è vana, poiché fa sì che venga istituito il Criminal Assets Bureau, una divisione per la lotta al crimine organizzato che si occuperà dell'arresto di Gilligan e molti dei suoi uomini.

## Produzione
Il film è stato girato in varie location fra Dublino e Naas nella Contea di Kildare. Colin Farrell fa un cameo nel ruolo di un giovane tatuato con cui Veronica Guerin si ferma brevemente a discutere di una partita di calcio. Farrell era stato il protagonista del film precedente del regista Schumacher In linea con l'assassino.

### Colonna sonora
La colonna sonora del film include brani come Funeral Song e One More Day di Sinéad O'Connor, Aftermath di Tricky ed Everlasting Love degli U2.
1. One More Day, Sinead O'Connor
2. Dublin 1966, Harry Gregson Williams
3. Driving, Harry Gregson Williams
4. Preparations, Harry Gregson Williams
5. The Killing, Harry Gregson Williams
6. Research, Harry Gregson Williams
7. Traynor Lies, Harry Gregson Williams
8. The Beating, Harry Gregson Williams
9. Conversations, Harry Gregson Williams
10. First Warning, Harry Gregson Williams
11. Bad News, Harry Gregson Williams
12. Second Warning, Harry Gregson Williams
13. Deceit, Harry Gregson Williams
14. Never Show Your Fear, Harry Gregson Williams
15. The Funeral, Harry Gregson Williams

## Distribuzione
In Irlanda è uscito nelle sale cinematografiche l'11 luglio 2003, mentre nel Regno Unito il 1º agosto. In Italia e negli Stati Uniti, invece, è uscito nei giorni 10 e 17 ottobre.

### Doppiaggio italiano
La direzione del doppiaggio è di Fiamma Izzo, la quale ha curato i dialoghi italiani, per conto della PumaisDue Srl. La sonorizzazione, invece, venne affidata alla Sefit-CDC.

## Accoglienza

### Incassi
Nella sua prima settimana di proiezioni il film ha incassato un totale di 611.276 dollari in 472 sale, risultando il diciassettesimo più visto del weekend. In totale il film ha incassato circa 1.571.504 dollari nei soli Stati Uniti ed un totale di 7.868.156 in tutto il mondo a fronte dei diciassette milioni costati.

### Critica
In linea di massima il film è stato piuttosto non apprezzato dalla critica specializzata. A. O. Scott del The New York Times ha definito il film "a flat-footed, overwrought crusader-against-evil melodrama, in which Ms. Blanchett's formidable gifts as an actress are reduced to a haircut and an accent" (in italiano: "un piattissimo, pesante melodramma crociata-contro-il-male, in cui le formidabili doti di attrice della signora Blanchett sono ridotte ad un accento e ad un taglio di capelli").
Roger Ebert del Chicago Sun-Times ha scritto: "Cate Blanchett plays Guerin in a way that fascinated me for reasons the movie probably did not intend. I have a sneaky suspicion that director Joel Schumacher and his writers... think of this as a story of courage and determination, but what I came away with was a story of bone-headed egocentrism." (in italiano: "Cate Blanchett interpreta Guerin in un modo che mi ha affascinato per ragioni che probabilmente il film non contemplava. Ho il subdolo sospetto che il regista Joel Schumake ed i suoi sceneggiatori... pensassero a questo come ad una storia di coraggio e determinazione, ma quello che racconta il film è una storia di stupido egocentrismo").
Mick LaSalle del San Francisco Chronicle ha osservato: "The film's success hinges on its avoidance of cliche - including... the lovable anti-heroine - and what emerges is an arresting portrait of a fascinating and somewhat mysterious personality." (in italiano: "Il successo del film verte sul suo evitare cliché - compresa... l'amabile anti-eroina - e ciò che emerge è un notevole ritratto di una personalità affascinante e un po' misteriosa.")
Peter Travers di Rolling Stone ha dato al film un giudizio di due stelle su quattro valutando come unico punto positivo del film l'interpretazione di Cate Blanchett. Anche Derek Elley di Variety salva soltanto l'interpretazione della Blanchett, reputandola però al di sotto delle sue potenzialità.